# Meung-sur-Loire
Meung-sur-Loire és un municipi francès, situat al departament del Loiret i a la regió de Centre – Vall del Loira. L'any 2007 tenia 6.137 habitants.
Al municipi hi ha el Castell de Meung-sur-Loire, pertanyent al lloc Castells del Loira declarat Patrimoni de la Humanitat per la Unesco.

## Demografia

### Població
El 2007 la població de fet de Meung-sur-Loire era de 6.137 persones. Hi havia 2.401 famílies, de les quals 718 eren unipersonals (245 homes vivint sols i 473 dones vivint soles), 725 parelles sense fills, 746 parelles amb fills i 212 famílies monoparentals amb fills.
La població ha evolucionat segons el següent gràfic:
Habitants censats

### Habitatges
El 2007 hi havia 2.776 habitatges, 2.469 eren l'habitatge principal de la família, 102 eren segones residències i 204 estaven desocupats. 2.090 eren cases i 678 eren apartaments. Dels 2.469 habitatges principals, 1.475 estaven ocupats pels seus propietaris, 925 estaven llogats i ocupats pels llogaters i 69 estaven cedits a títol gratuït; 67 tenien una cambra, 206 en tenien dues, 514 en tenien tres, 683 en tenien quatre i 998 en tenien cinc o més. 1.850 habitatges disposaven pel capbaix d'una plaça de pàrquing. A 1.149 habitatges hi havia un automòbil i a 1.025 n'hi havia dos o més.

### Piràmide de població
La piràmide de població per edats i sexe el 2009 era:
| Homes | Edats   | Dones |
| ----- | ------- | ----- |
| 16    | 95 o +  | 28    |
| 24    | 90 a 94 | 52    |
| 48    | 85 a 89 | 152   |
| 40    | 80 a 84 | 52    |
| 88    | 75 a 79 | 148   |
| 108   | 70 a 74 | 148   |
| 112   | 65 a 69 | 148   |
| 160   | 60 a 64 | 160   |
| 132   | 55 a 59 | 108   |
| 288   | 50 a 54 | 240   |
| 208   | 45 a 49 | 260   |
| 188   | 40 a 44 | 228   |
| 176   | 35 a 39 | 200   |
| 192   | 30 a 34 | 204   |
| 200   | 25 a 29 | 180   |
| 168   | 20 a 24 | 180   |
| 200   | 15 a 19 | 228   |
| 220   | 10 a 14 | 232   |
| 228   | 5 a 9   | 180   |
| 172   | 0 a 4   | 152   |

## Economia
El 2007 la població en edat de treballar era de 3.857 persones, 2.787 eren actives i 1.070 eren inactives. De les 2.787 persones actives 2.605 estaven ocupades (1.361 homes i 1.244 dones) i 181 estaven aturades (100 homes i 81 dones). De les 1.070 persones inactives 401 estaven jubilades, 346 estaven estudiant i 323 estaven classificades com a «altres inactius».

### Ingressos
El 2009 a Meung-sur-Loire hi havia 2.511 unitats fiscals que integraven 6.041 persones, la mediana anual d'ingressos fiscals per persona era de 19.171 €.

### Activitats econòmiques
Dels 293 establiments que hi havia el 2007, 10 eren d'empreses alimentàries, 3 d'empreses de fabricació de material elèctric, 2 d'empreses de fabricació d'elements pel transport, 27 d'empreses de fabricació d'altres productes industrials, 26 d'empreses de construcció, 52 d'empreses de comerç i reparació d'automòbils, 18 d'empreses de transport, 21 d'empreses d'hostatgeria i restauració, 4 d'empreses d'informació i comunicació, 15 d'empreses financeres, 28 d'empreses immobiliàries, 42 d'empreses de serveis, 23 d'entitats de l'administració pública i 22 d'empreses classificades com a «altres activitats de serveis».
Dels 69 establiments de servei als particulars que hi havia el 2009, 1 era una oficina d'administració d'Hisenda pública, 1 gendarmeria, 1 oficina de correu, 6 oficines bancàries, 6 tallers de reparació d'automòbils i de material agrícola, 1 taller d'inspecció tècnica de vehicles, 2 autoescoles, 1 paleta, 6 guixaires pintors, 2 fusteries, 8 lampisteries, 5 electricistes, 7 perruqueries, 5 agències de treball temporal, 8 restaurants, 5 agències immobiliàries, 1 tintoreria i 3 salons de bellesa.
Dels 18 establiments comercials que hi havia el 2009, 2 eren supermercats, 1 una botiga de més de 120 m², 3 fleques, 4 carnisseries, 1 una peixateria, 1 una llibreria, 1 una botiga d'equipament de la llar, 1 una sabateria, 1 una botiga de material de revestiment de parets i terra i 3 floristeries.
L'any 2000 a Meung-sur-Loire hi havia 17 explotacions agrícoles que ocupaven un total de 693 hectàrees.

## Equipaments sanitaris i escolars
El 2009 hi havia 2 farmàcies i 1 ambulància.
El 2009 hi havia 2 escoles maternals i 5 escoles elementals. Meung-sur-Loire disposava d'un col·legi d'educació secundària amb 558 alumnes.

## Poblacions properes
El següent diagrama mostra les poblacions més properes.